# Monastero di Santa Chiara (Sulmona)
Il monastero di Santa Chiara si trova a Sulmona in provincia dell'Aquila.

## Storia

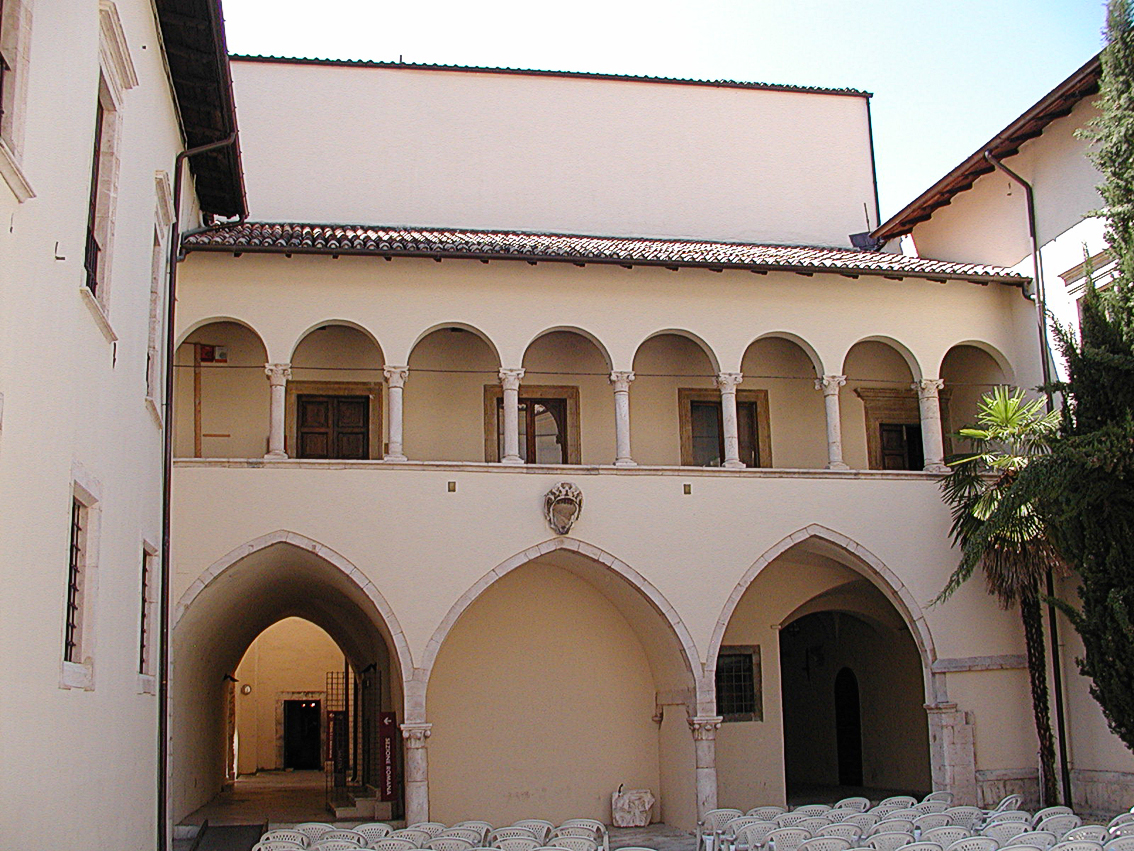
Chiostro

La chiesa di Santa Chiara a Sulmona venne fondata della beata Florisenda da Palena tra il 1260 e il 1269 insieme ad un monastero delle clarisse; in quell'epoca il convento sorgeva in un prato fuori dalla cinta muraria, ed affacciato sulla Piazza Maggiore (oggi Piazza G. Garibaldi), dove si svolgeva il mercato, e dove passava l'acquedotto svevo. Nel XIV secolo il monastero fu incluso nella nuova seconda cinta muraria, e vi si accedeva da Porta Pacentrana, o da Porta Napoli, tuttavia continuò a conservare una porzione di terreno per gli orti. Il terremoto del 1456 distrugge la struttura originaria, che viene ricostruita con, il portico del chiostro del 1518, ma di nuovo distrutta nel 1706 da un nuovo terremoto. Nel 1711 inizia la nuova ricostruzione in stile barocco sotto la direzione dell'architetto bergamasco Pietro Fantoni.
Il monastero vive fino all'inizio dell'Ottocento un periodo di crescita, tanto che nel 1837 viene ampliato il dormitorio ed il refettorio, ma dopo poco inizia un lungo ed irreversibile declino fino all'abbandono.
Le strutture sono state successivamente utilizzate per diversi scopi. Attualmente la cappella interna è utilizzata per esposizioni del Museo Diocesano di Arte Sacra, mentre altri locali sono riservati alla Pinacoteca Comunale e alla rassegna di arte contemporanea annualmente svolta a Sulmona. Nei locali del convento è anche ospitata la Biblioteca Diocesana, la cui sala-lettura è allestita nell'ex-parlatorio del convento, dove è possibile ancora vedere le grate utilizzate dalle clarisse per incontrare i visitatori e le strutture in legno ai loro lati per permettere il passaggio di oggetti evitando il contatto tra i visitatori e le suore.

## Architettura

### Esterno
Alla chiesa si accede da Piazza Garibaldi salendo dei gradini ed attraversando un portale settecentesco che immette ad un cortile a selciato dove si affacciano la chiesa con il convento alla sua destra. In accordo con la nuova corrente artistica barocca, che vedeva l'effetto sorpresa nel dinamismo i tratti essenziali della fruizione dello spazio urbano, la chiesa di Santa Chiara si svela in maniera volutamente scenografica allo spettatore che proviene dalla parte Nord del Corso Ovidio, all'altezza della Fontana del Vecchio.

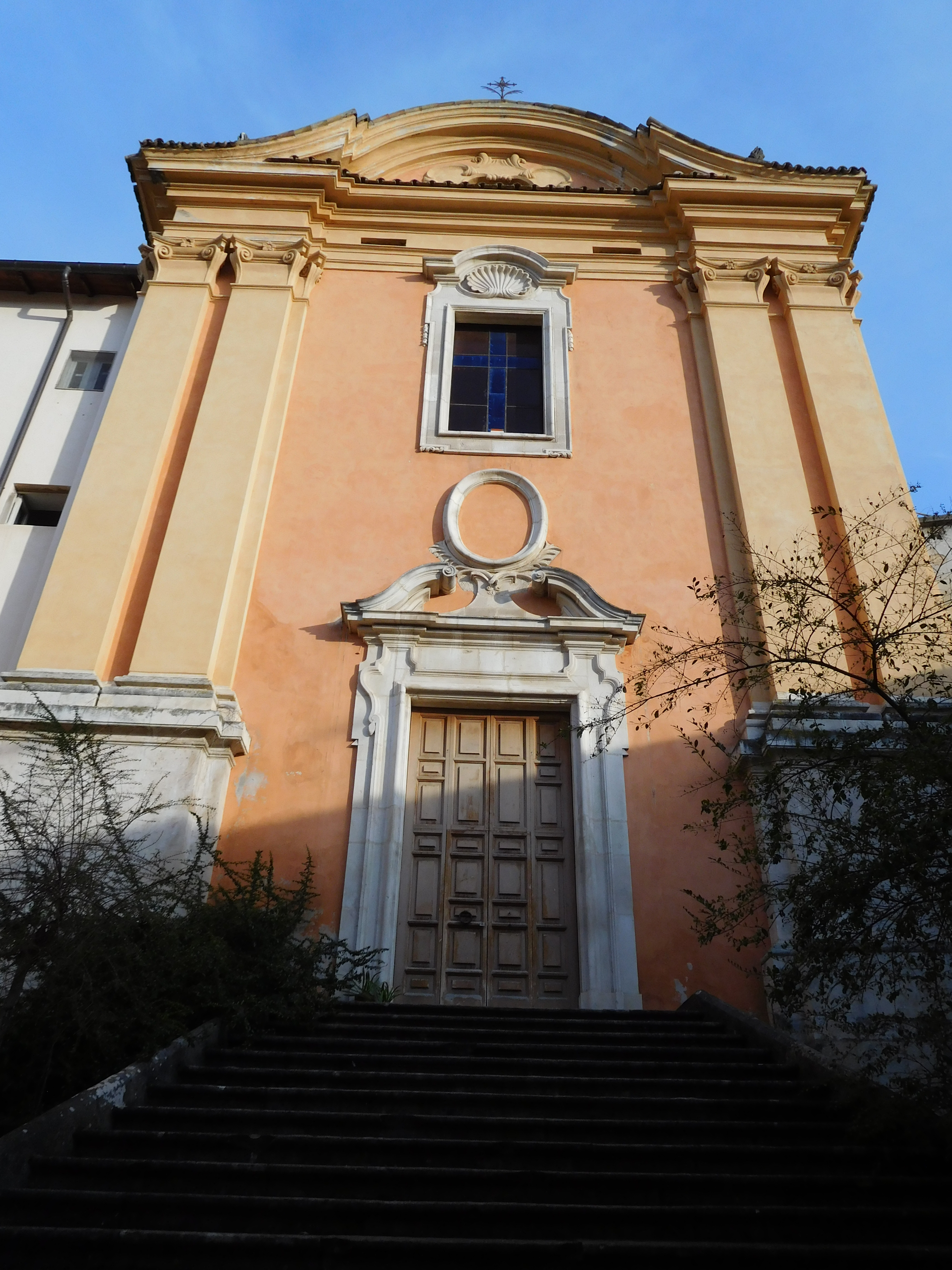
Facciata

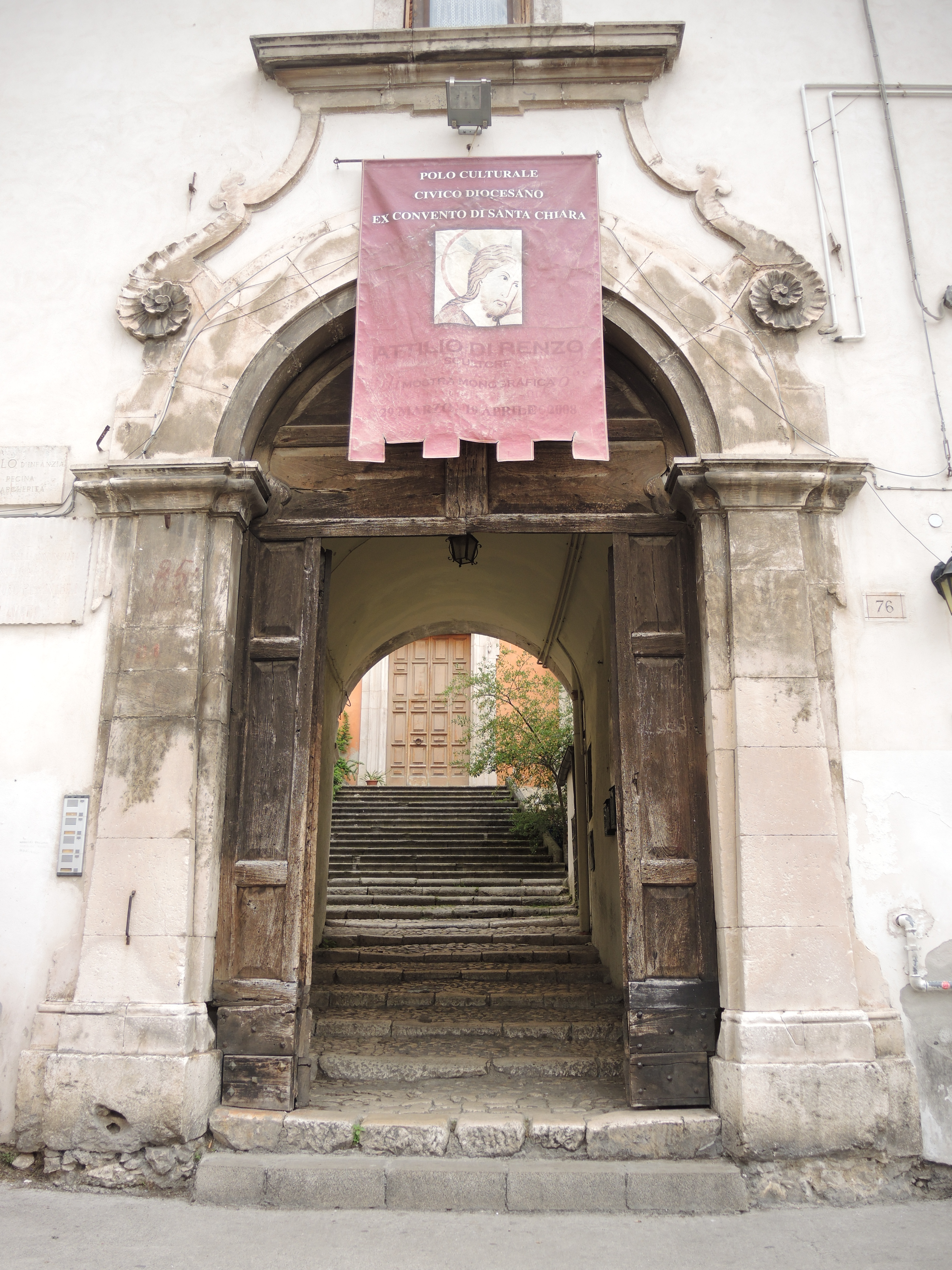
Ingresso monumentale al monastero

Superato il basso corpo di fabbrica al sommo della scalinata, ed entrati nel sagrato minuscolo, si può osservare nella sua interezza la facciata del tempio, a sinistra i portalini di ingresso all'ex monastero delle Clarisse; il prospetto della chiesa è inquadrato da un ordine di lesene binate su alto basamento di pietra, finito ad intonaco e si conclude in alto con timpano curvilineo spezzato, che accoglie nel mezzo un fastigio barocco in sticco, con l'oculo ellittico. Il portale centrale è realizzato in conci di pietra, sagomati secondo stilemi del barocco, impreziosito da timpano curvilineo spezzato nel mezzo, per accogliere un medaglione ellittico, con lo stemma di Santa Chiara.
In alto in asse col portale, si trova il finestrone centrale con timpano mistilineo, a motivi di conchiglie, motivo frequente nell'architettura sulmonese, le ante lignee del portale sono originali del 1671, conservate all'interno della chiesa, e sostituite all'esterno da delle copie. Per quanto riguarda l'ex convento, è delimitato da mura in conci di pietra, si accede ad un cortile selciato, dove si affacciano la chiesa e i due portali di ingresso al convento e al parlatoio delle monache, che con le loro mostre rappresentano uno dei più riusciti esempi della decorazione barocca abruzzese. In corrispondenza dell'ingresso si trova la ruota degli infanti abbandonati, disposta in modo che chi depositava il neonato non fosse visibile dall'interno, rimanendo nell'anonimato.
Il convento ha impianto ad L, nel XVI secolo ebbe altri corpi di fabbrica aggiunti, raggiungendo una pianta irregolare quadrangolare, con il porticato del 1518, dal chiaro gusto tardo gotico, che circonda i lati Nord e Ovest del chiostro, mentre delle arcate sul lato orientale fanno ipotizzare la volontà di realizzare un porticato continuo. Il parlatoio fu realizzato nel 1623, collocato nella piazzetta antistante l'ingresso, consistente in un ambiente comunicante mediante delle aperture a grate. Il campanile della chiesa è a pianta quadrangolare, si innalza a torre, che termina con elegante cuspide elaborata dalle maestranze napoletane, a motivi geometrici e curvilinei, con il pinnacolo centrale leggermente più elevato delle quattro volute con riccioli angolari.

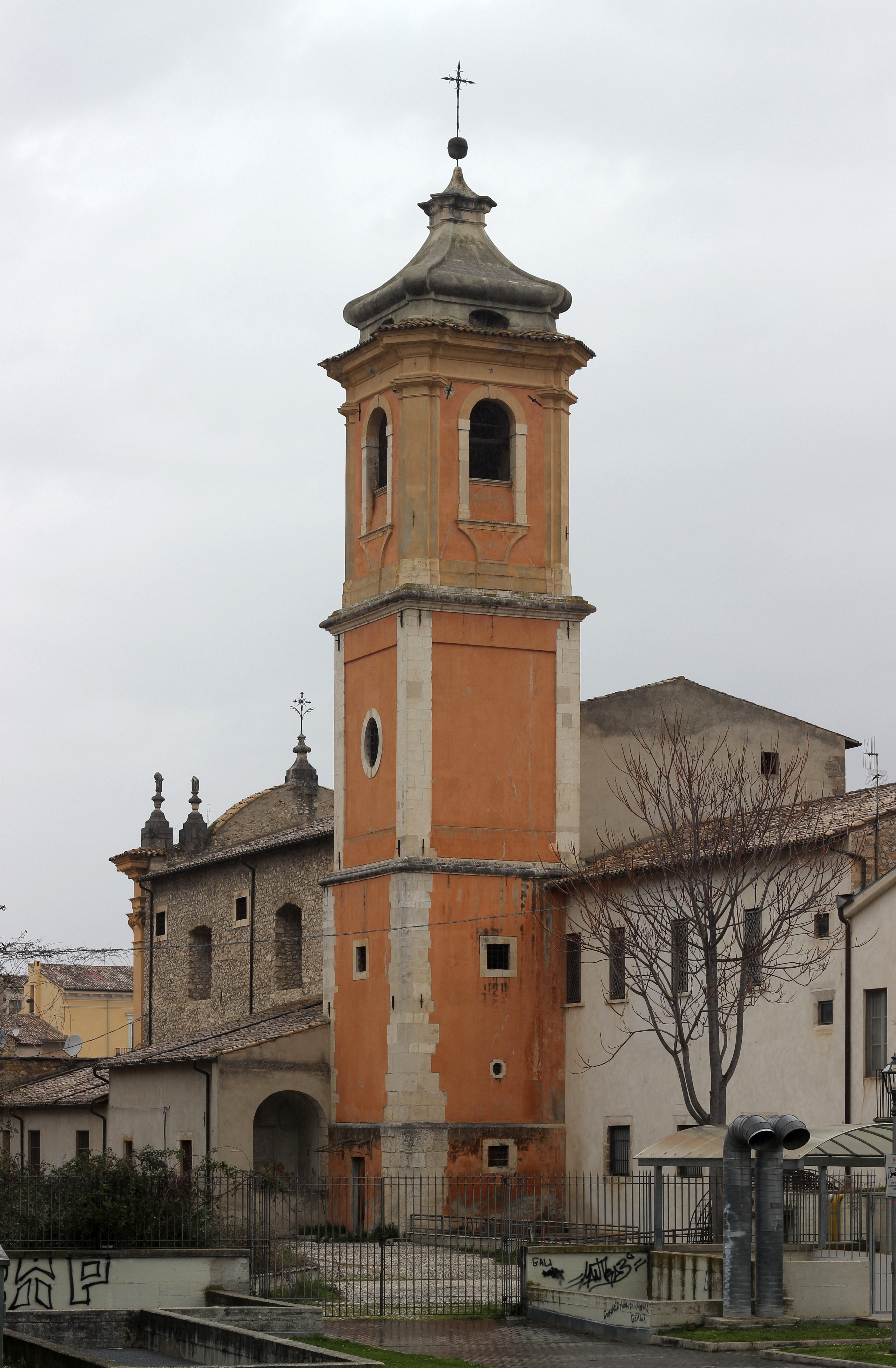
Il campanile

### Interno
Anche l'interno si caratterizza per l'originalità della scelta dei fasti barocchi, caratterizzandolo al livello di interesse regionale per l'architettura barocca d'Abruzzo. La strutturazione di Fantoni non alternò la volumetria originale, riproponendo l'impianto planimetrico a sala a navata unica, con la sopraelevazione del presbiterio con l'inserimento della cupola ellittica presso il transetto a profilo ribassato, creando presso i due lati le nicchie delle cappelle, e la decorazione in marmi policromi dei maestri di Pescocostanzo. Le pareti sono scandite da paraste corinzie, che sostengono l'alta trabeazione modanata, su cui s'imposta la copertura a volta a botte; sulle pareti laterali sono collocati sei piccoli corti, in legno intagliato e dorato, destinati alle monache, dotati di fitte grate di ferro per rispettare il voto di clausura.
La cantoria con l'organo si trova sulla controfacciata, realizzata nel XVIII secolo, l'altare maggiore è del 1735, negli anni '60 del XVIII secolo si arricchì della pala ritraente la Gloria di Santa Chiara, di Sebastiano Conca. Il primo altare di destra è ornato dalla tela della Natività di autore ignoto, il secondo altare è dedicato a San Francesco d'Assisi con il corpo della Beata Floresella di Palena, il secondo altare di sinistra ha la tela dello Sposalizio della Vergine del XVI secolo opera di Alessandro Salini; sull'altare precedente a sinistra c'è la statua lignea di Sant'Antonio Abate, risalente al Medioevo ma pesantemente rimaneggiata.
All'ingresso della chiesa sulla destra della cantoria si trova il portone originale in legno di rovere e pioppo del XVII secolo, mostrante anche degli stemmi nobiliari di famiglia sulmonesi.

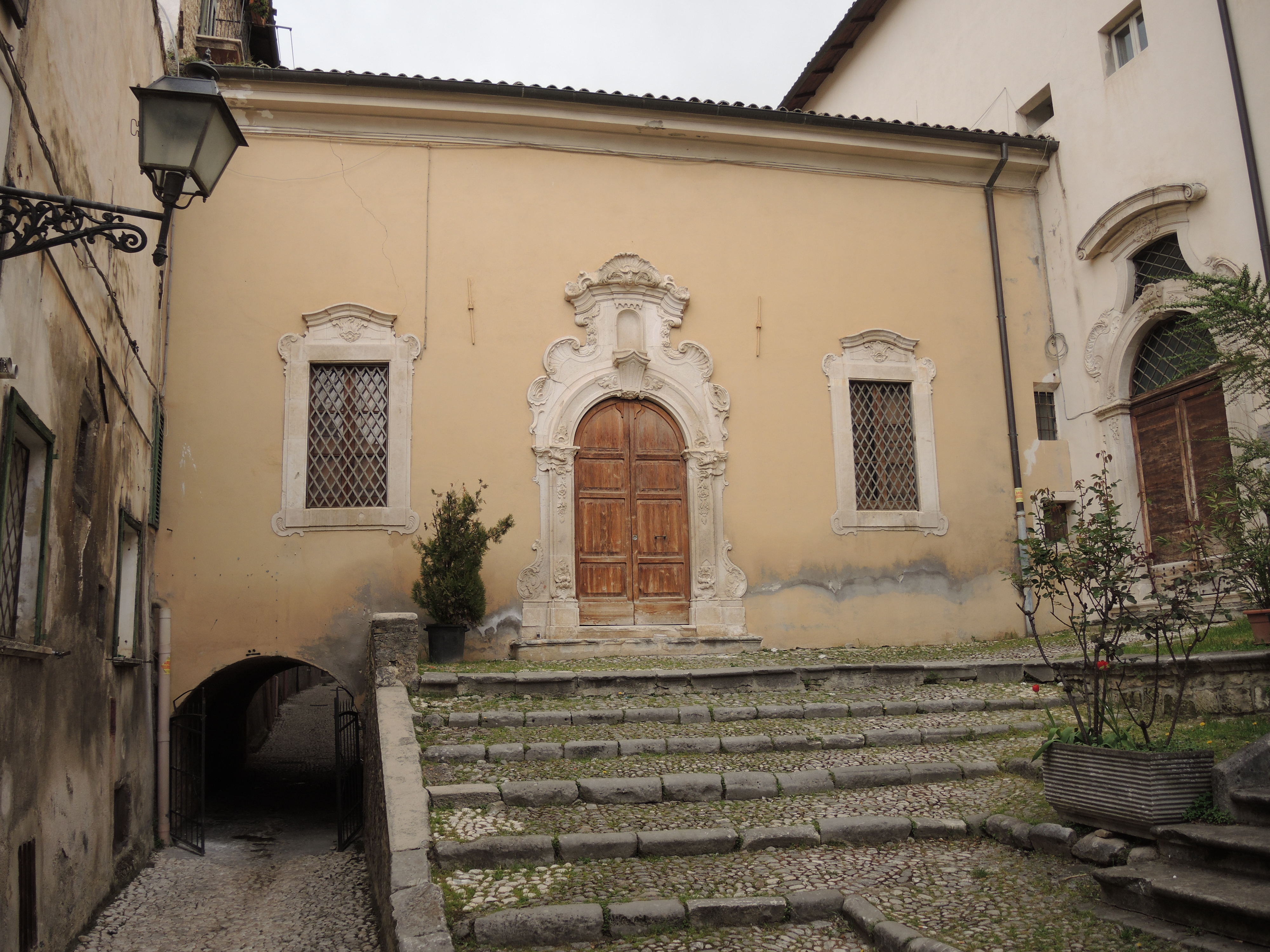
Il parlatorio

Il complesso dell'ex convento mostra pesanti alterazioni del XIX secolo, quando divenne scuola pubblica, gli ambienti delle monache sono al pianterreno, sono il parlatoio, la cappella privata, il refettorio, la cucina, la dispensa, le cantine; il piano superiore ospitava l'educandato, il coro, il dormitorio, costituito da un lungo corridoio voltato a botte, dove si aprono le stanzette delle novizie. Solo alcune celle sono rimaste originali, le altre sono state allargate per le aule scolastiche. In una parte si conservano interessanti affreschi del XV-XVI secolo, altri cicli di affreschi più antichi del XIII secolo si trovano nella cappella privata delle monache: rappresentano le Storie della vita di San Francesco e della vita di Cristo, con gli episodi della Predica davanti a Onorio II, Battesimo di Cristo, San Francesco e le stimmate, Gesù nella casa del Fariseo, la Flagellazione e la Crocifissione. Presso l'altare maggiore della cappella s i trova una scultura in stucco della Madonna col Bambino tra San Francesco e Santa Chiara d'Assisi.

### Museo diocesano
Si divide in tre sale dell'ex convento: la prima ricavata dalla Cappella delle Clarisse, contiene il ciclo pittorico medievale delle Storie della vita di Gesù e San Francesco. Inoltre sono raccolti manufatti tessili, tra cui una Casula del XIII secolo e una Mappula del XII secolo, provenienti dal tesoro della Cattedrale. Tra le oreficerie il Calice con patena in argento e smalti, del XIV secolo. Seconda e terza sala:Dipinti del XVI secolo e argenti liturgici, ricavati dal Refettorio, con l'affresco del Cenacolo. Il cenacolo raccogliere parametri sacri del XV-XIX secolo. Vi sono anche codici miniati, tra i quali il duecentesco Missale fratrum minorum. Tra i dipinti a olio su tela vi sono la Nascita della Vergine del D'Arpino e San Giacomo di Paolo Olmo.